# Municipio 2 (Mailand)
Der Municipio 2 (etwa: „2. Stadtbezirk“) ist einer der 9 Stadtbezirke der norditalienischen Großstadt Mailand.
Zum Municipio gehören unter anderem die Stadtteile Adriano, Crescenzago, Gorla, Greco, Maggiolina, NoLo, Ponte Seveso, Precotto, Turro, Villaggio dei Giornalisti und Villa San Giovanni.